# Народний сейм
Народний сейм (лит. Liaudies Seimas) був маріонетковим законодавчим органом, організованим з метою надати правову санкцію окупації та анексії Литви Радянським Союзом. Після радянського ультиматуму в червні 1940 року було сформовано новий прорадянський уряд, відомий як Народний уряд. Новий уряд розпустив четвертий сейм і оголосив про вибори до народного сейму. Вибори були сильно сфальсифіковані, і в результаті утворилася палата, яка повністю складалася з комуністів і прихильників комунізму (електорат не мав вибору, оскільки 79 кандидатів було запропоновано на 79 місць). Новий парламент одноголосно прийняв резолюцію про проголошення Литовської Радянської Соціалістичної Республіки та подав клопотання про прийняття її до складу Радянського Союзу як складової республіки. Верховна Рада СРСР прийняла литовську петицію 3 серпня 1940 р. Народний сейм 25 серпня прийняв нову конституцію, примірник Радянської конституції 1936 р., І перейменував себе у Верховну Раду Литовської РСР.
За даними литовських та західних джерел, ці події були лише прикриттям для створення ілюзії конституційної законности насильницької радянської окупації. Коли Литва оголосила про свою незалежність у 1990 р., Вона доводила, що їй не потрібно слідувати процесу відокремлення від Радянського Союзу, прописаному в радянській конституції. Це зробило висновок, що дії Народного сейму — і справді, весь процес анексії — порушували як литовське, так і міжнародне право, і це було просто підтвердженням незалежности, яка юридично все ще існувала. За даними радянських та російських джерел, вибори Народного сейму стали кульмінацією соціалістичної революції, яку литовський народ здійснив незалежно від впливу Москви. Таким чином, за радянською лінією, Народний сейм — як і законодавчі органи, обрані за подібних обставин в Естонії та Латвії — представляв законну волю литовського народу до вступу до Радянського Союзу.

## Передумови
Згідно з німецько-радянським Договором про межу та дружбу, Литва була віднесена до радянської сфери впливу. Майже відразу литовських дипломатів запросили до Москви на переговори. Ради запропонували Радянсько-литовський договір про взаємну допомогу: Литва отримає частину Вільнюської області в обмін на радянські бази в Литві. Подібні пакти вже були підписані з Латвією та Естонією. Фінляндія відхилила подібну пропозицію, і Ради розпочали Зимову війну, яка затримала окупацію країн Балтії. Після закінчення Зимової війни та перемоги Німеччини у битві за Францію Ради посилили свою пропаганду, звинувативши Литву у викраданні своїх солдатів з баз в Литві та змові з Латвією та Естонією проти Радянського Союзу. 14 червня 1940 р. Радянський Союз висунув Литві ультиматум, вимагаючи сформувати новий прорадянський уряд і дозволити невстановленій кількості солдатів Червоної Армії в'їхати на територію Литви.
Литва прийняла ультиматум, і 15 червня Червона Армія безперешкодно увійшла до Литви. Для нагляду за процесом анексії Литви прибув нарком закордонних справ Володимир Деканозов.
Президент Антанас Сметона виступив проти окупації та в знак протесту втік з країни. Перед своїм від'їздом він тимчасово передав свої повноваження прем'єр-міністру Антанасу Мяркісу, який стояв наступним у черзі спадкоємства за Конституцією 1938 року. 16 червня Мяркіс повідомив у ефірі національного радіо, що він скинув Сметону і тепер сам по собі є президентом.
Мяркіс призначив новий прорадянський уряд на чолі з лівим журналістом Юстасом Палецькісом, який згодом став називатися Народним урядом. Через два дні Мяркіс подав у відставку за вказівкою Рад, залишивши Палецькіса виконувачем обов'язків президента. Новим прем'єр-міністром став письменник Вінцас Креве-Міцкявічюс. Незважаючи на всі цілі, Литва втратила свою незалежність.
Офіційна позиція Литви з 1990 року полягає в тому, що узурпація президентом Меркиса була незаконною та неконституційною, оскільки Сметона ніколи не подавав у відставку. Тому Литва стверджує, що всі подальші дії, що призвели до анексії СРСР, були ipso facto недійсними.
27 червня Палецькіс розпустив четвертий сейм Литви, посилаючись на Конституцію 1938 року.

## Вибори
1 липня уряд Палецькіса оголосив вибори до нового парламенту — Народного сейму, які відбудуться 14 липня. Комуністична партія Литви вийшла з підпілля з 1500 членів після вторгнення СРСР. Незабаром уряд оголосив про створення Союзу трудящих Литви, нібито популярного фронту. Виборцям був представлений єдиний список кандидатів, включаючи деяких комуністів. Жодним іншим організаціям не було дозволено брати участь. 11 та 12 липня радянська влада зменшила можливі точки опозиції, заарештувавши провідних діячів старого режиму та депортувавши деяких із них у внутрішні райони Радянського Союзу — хоча Литва формально все ще була незалежною державою. Пізніше вибори були продовжені до 15 липня. Після голосування на кожного виборця було нанесено штамп паспорта. За офіційними результатами, явка виборців досягла 95 відсотків. Більшість оригінальних виборчих записів були знищені. Решта бітів показують, що явка дійсно була високою, але багато бюлетенів були недійсними (відсутні, знищені, залишені порожніми або позначені антирадянськими гаслами). Список профспілок набрав понад 99 % голосів виборців, що було оголошено ще до закриття виборчих дільниць — класичні ознаки масової фальсифікації виборів. 

## Анексія
Народний сейм зібрався 21 липня 1940 року. Єдиним порядком його діяльности була резолюція про створення Литовської Радянської Соціалістичної Республіки та прохання Радянського Союзу прийняти Литву в Союз. Ця постанова була прийнята шляхом аккламації. Двадцять представників мали доставити декларацію до Верховної Ради СРСР: виконувач обов'язків президента Юстас Палецькіс, міністр внутрішніх справ Мечис Гедвілас, міністр сільського господарства Матас Мікіс, міністр освіти Антанас Венклова, міністр оборони та командувач армією Вінкас Віткаускас, колишній священник і головний інспектор управління Liudas Adomauskas, голова профсоюзова Шумаускас, Мотеюс Юозовіч, активісти Комуністичної партії Кароліс Діджюліо-Ґросманас і Іцікас Мескупас-Адомас, письменники Людас Ґіра і Цвірка, поет Саломея Неріс, мер Паланги Стас Вайнейкіне, солдати Вікторас Діткевічус, фермери Юозас Демскіс і Біруте Абдульскайте, робітники Казис і Пранас Петраускас, Пранас Зібертас і Марія Кутрайте. Кожен член делегації отримав 5000 літ за свої підписи, що на той час було значною сумою.
Радянський Союз затвердив литовську резолюцію 3 серпня, а Народний сейм оголосив себе тимчасовою Верховною Радою Литовської РСР.